# Wapen van Linter

Het wapen van Linter (sinds 1991).

Het Wapen van Linter is het heraldisch wapen van de Belgische gemeente Linter. Het wapen werd op 25 september 1991 aan de fusiegemeente Linter toegekend.

## Geschiedenis
Na de fusie van Drieslinter en Neerlinter in 1971 tot Linter en de fusie in 1977 van deze met de fusiegemeente Orsmaal (in 1970 ontstaan uit de fusie van Melkwezer, Neerhespen, Orsmaal-Gussenhoven en Overhespen) en de gemeente Wommersom tot het huidige Linter, werd besloten om het wapen van Neerhespen (dat als enige reeds een eigen wapen bezat) over te nemen. Dit gemeentewapen was gebaseerd op het familiewapen van de Limburgse adellijke familie Stappers, waarbij de laars in het tweede en derde kwartier een sprekend wapen is. Pieter Stappers kocht namelijk de heerlijkheden van Meensel, Neerhespen, Overhespen en Gussenhoven in 1750. De familie bleef tot in de vroege 19e eeuw over deze heerlijkheden heersen.

## Blazoen
Het wapen heeft de volgende blazoenering:
Gevierendeeld 1. en 4. in zilver een leeuw van keel, gekroond van goud 2. en 3. in lazuur een gespoorde laars van zilver. Het schild getopt met een helm van zilver, gekroond, getralied, gehalsband en omboord van goud, gevoerd en gehecht van keel, met dekkleden van zilver en van lazuur.